# Крутой Лог (Удмуртия)
Крутой Лог — деревня в Кезском районе Удмуртской республики.

## География
Находится в северо-восточной части Удмуртии на расстоянии приблизительно 28 км на север-северо-восток по прямой от районного центра поселка Кез.

## История
Известна с 1891 года, в 1905 году здесь (починок Крутоложинский или Сидоренки) было учтено 18 дворов, в 1924 (уже деревня Крутоложинская) — 14. Настоящее название утвердилось с 1955 года. До 2021 года входила в состав Мысовского сельского поселения.

## Население
Постоянное население составляло 36 человек (1905 год), 52 (1924, все русские), 32 человека (русские 91 %), 19 в 2012.